# Hugo Dietsche
Pour les articles homonymes, voir Dietsche.
Hugo Dietsche est un lutteur suisse spécialiste de la lutte gréco-romaine né le 31 mars 1963.

## Biographie
Hugo Dietsche participe aux Jeux olympiques d'été de 1984 à Los Angeles dans la catégorie des poids plumes et remporte la médaille de bronze.